# Kresko
Kresko, Kręsko (721 m n.p.m.) – wzniesienie w południowo-zachodniej Polsce, w Sudetach Środkowych, w Górach Kamiennych, w paśmie Gór Suchych.

## Położenie
Wzniesienie położone jest w środkowej części Gór Suchych, na zakończeniu bocznego grzbietu odchodzącego od Turzyny ku południowi. Kręsko jest właściwie trabantem Gomulnika. Leży w Parku Krajobrazowego Sudetów Wałbrzyskich.
Jest to wzniesienie zbudowane z permskich skał wylewnych - melafirów (trachybazaltów), należących do północnego skrzydła niecki śródsudeckiej.
Wzniesienie w całości porośnięte jest lasem regla dolnego, który stanowi monokultura świerka.